# 热龙斯
热龙斯（法語：Géronce，法語發音：[ʒeʁɔ̃s]）是法国大西洋比利牛斯省的一个市镇，属于奥洛龙-圣玛丽区。

## 地理
热龙斯（43°14'24"N, 0°41'26"W）面积15.99 平方千米，位于法国新阿基坦大区大西洋比利牛斯省，该省份为法国东南部省份，涵盖了贝阿恩与北巴斯克，西临大西洋比斯開灣，北至朗德省，东北接热尔省，东临上比利牛斯省，南与西班牙接壤。
与热龙斯接壤的市镇（或旧市镇、城区）包括：阿朗、巴尔屈斯、埃斯基乌勒、奥兰、波埃多洛龙、圣关、穆穆尔。

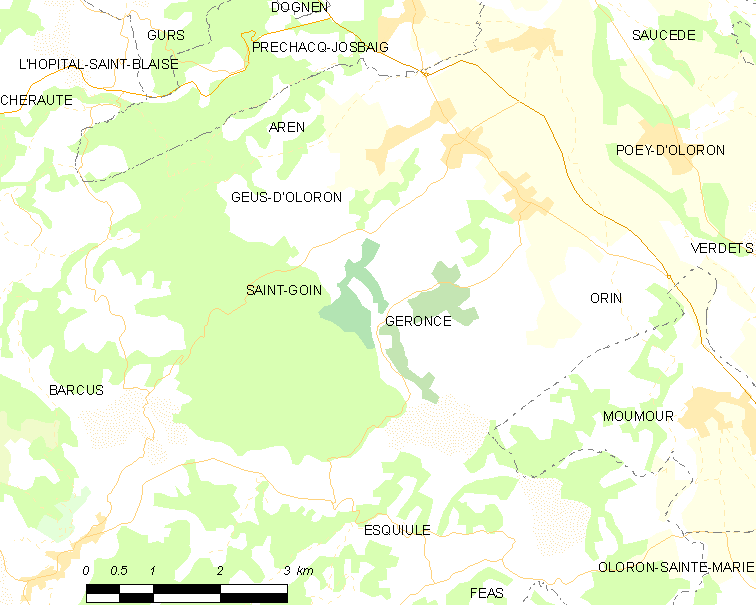
热龙斯的OSM定位图

热龙斯的时区为UTC+01:00、UTC+02:00（夏令时）。

## 行政
热龙斯的邮政编码为64400，INSEE市镇编码为64241。

## 政治
热龙斯所属的省级选区为奥洛龙-圣玛丽第一县。

## 人口

1962-2008年间热龙斯人口变化图示

热龙斯于2022年1月1日时的人口数量为490人。